# ارده (پره‌سر)
اَرده (تالشی :اَردَه) روستایی‌ست در بخش پره‌سر شهرستان رضوانشهر استان گیلان. این روستا مرکز دهستان ییلاقی ارده است.
}
اَرده روستایی‌ست در بخش پره‌سر شهرستان رضوانشهر استان گیلان. این روستا مرکز دهستان ییلاقی ارده است.این روستای بزرگ و قدیمی در ییلاقات پره‌سر در حوضه آبریزه شفارود که به عنوان مرکز دهستانی به همین نام در دل کوههای تالش در ۳۰ کیلومتری پونل قرار دارد.به سبب اهمیتی که این آبادی در گذشته داشته سراسر آبریزه شفارود ارده روخون نامیده می شود که در آنجا یکی از طایفه های بزرگ تالش دولاب اردج ها سکونت دارند. این طایفه خود به تیره های مختلفی تقسیم می شود.به عنوان نمونه از تیره هایی چون جاجا،سَله،خانده،زمان،اوروس،شیخ،گد و غیره می توان نام برد در مورد نام ارده و وجه تسمیه،عقاید زیادی وجود دارد با توجه به این که در متون اوستایی از جمله گاتاها به معنی ستایشگر و دیدار و حتی پارسا و نیک اندیش آمده است ودر برخی مناطق از لحاظ تلفظی هم آرتا یا آردا بیان شده است.اما پیران محلی و ،ارده شناسان محلی عقیده دارند که چون در ارده در سال های قبل آسیاب های آبی زیادی وجود داشت به محل آرده یا ارده معروف بود. تعداد آسیاب های آبی ارده در گذشته به 5 عدد می رسید. ذکر این نکته لازم است که در ارده دیگر آسیاب آبی وجود ندارد.
این روستا در کنار آبادی هایی چون میانرود، و سکه، لتوم،چروده قدمتی دیرینه دارد.قبلاً اسمش کهنه دی(ده کهنه) بود، کهنه دی  در فاصله کمی با ارده فعلی قرار دارد. هنوز هم آثار زیادی از دی ها و قلعه ها ،بازارها در اطراف این آبادی وجود دارد. وجود پاره آجر و سفال گوشه‌ای از ویرانه ساختمان های قدیم در کهنه دی خودشواهدی بر سابقه ارده است اهالی ارده مردمانی غیرتمند و شجاع و با شهامت هستند و همین خصوصیات آنها موجب پیشرفت روستایشان گردیده است.مناظر زیبا و کوههای پوشیده از جنگل در اطراف ارده ارزش سیاحتی ارده را دو چندان می کند.کوه‌های اطراف ارده چون، برزکوه،سیاه کوه ،سیفه ژیه و..می‌باشند. از چشمه های آب زلال می توان قاضی خونی(خونی:چشمه آب) بخته خونی، هفته خونی و شخه خونی نام برد.